# あしたの風とひとつになって
『あしたの風とひとつになって』（あしたのかぜとひとつになって）は、日本の楽曲。茨城県高萩市出身の江戸時代の地理学者・長久保赤水の銅像が、2012年に高萩駅前に建立される記念として制作された。作詞は全国公募され最優秀作詞賞受賞の久保田隆氏（山口県）、作曲は赤水の遠縁に当たる高萩市在住の長久保徹とその知人であるウィーン・フィルハーモニー管弦楽団のトロンボーン奏者KarlKarl.Jeitler（カール・ヤイトラー）の共作。
JR東日本水戸支社は高萩市の依頼を受け、高萩駅の発車メロディとして、2013年11月1日より使用している。上りはKarl.Jeitlerのトロンボーンによるアップテンポのメロディ。